# Ivan Fuštar
Ivan Fuštar (Spalato, 18 agosto 1989) è un calciatore croato, difensore del Brindisi.

## Carriera
Il 25 luglio 2015 viene acquistato a titolo definitivo dalla squadra albanese del Flamurtari Valona, con cui firma un contratto annuale.